# BAYSWAN
Bay Area Sex Worker Advocacy Network (BAYSWAN) es una organización sin ánimo de lucro estadounidense, ubicada en el Área de la Bahía de San Francisco (California), que trabaja para mejorar las condiciones de trabajo, aumentar los beneficios y eliminar la discriminación en nombre de las personas que trabajan en industrias de entretenimiento para adultos tanto legales como criminalizadas. La organización brinda asesoramiento e información a los servicios sociales, autoridades municipales, medios de comunicación, políticos, incluido el Grupo de Trabajo de San Francisco sobre la Prostitución y la Comisión de la Condición Jurídica y Social de la Mujer (COSW), y las agencias de aplicación de la ley que se ocupan de las trabajadoras sexuales.

## Orígenes
BAYSWAN fue fundado como un proyecto colaborativo patrocinado por la Exotic Dancers Alliance del área de San Francisco y el Coalition on Prostitution and Street Outreach Services Consortium, que incluía el Asian AIDS Project, Haight Ashbury Free Clinics, Inc., el Institute for Community Health Outreach, New Leaf Community Services, el Proyecto ContraSIDA por Vida y el Tenderloin AIDS Resource Center. Su propósito fundacional era crear una red de organizaciones de servicios sociales, proveedores de servicios y miembros de la comunidad para defender a los trabajadores sexuales, empleadas de salones de masajes, acompañantes, bailarines exóticos y otros trabajadores de la industria del sexo para proteger sus derechos laborales y humanos, así como para mejorar la comunicación entre estos grupos  y las agencias gubernamentales, proveedores de servicios sociales y otras organizaciones en todo el Área de la Bahía. Los esfuerzos de BAYSWAN abarcaron las necesidades financieras, de vivienda, apoyo social, salud mental y médicas de los trabajadores de la industria del sexo, incluida la prevención de enfermedades de transmisión sexual, problemas de abuso de sustancias, reducción de daños y protección contra la violencia, entre otros.

## Ocupaciones
El trabajo principal de BAYSWAN es poner a disposición los recursos proporcionados por las trabajadoras sexuales y otras organizaciones basadas en los derechos humanos sobre los derechos de las trabajadoras sexuales y otras personas empleadas en las industrias del entretenimiento para adultos, incluida la prostitución y los bailes exóticos. La información se proporciona a través del sitio web de la organización y a través de los medios de comunicación como fuente de historias o artículos de opinión relacionados con las trabajadoras sexuales y las industrias del sexo. También trabaja para mejorar las condiciones de trabajo y eliminar la discriminación contra los trabajadores tanto en la industria legal como criminalizada del entretenimiento para adultos, y organiza defensores de los derechos de las trabajadoras sexuales que trabajan para agencias.
BAYSWAN patrocina la Red de educación para prostitutas (PENet), un sitio web educativo sobre los derechos y problemas de las trabajadoras sexuales, y trabaja para educar al público en general sobre el trabajo sexual y promueve la educación sobre el sexo seguro, el SIDA y las enfermedades de transmisión sexual entre las trabajadoras, sus clientes y el público en general, lo que incluye la organización de eventos y el patrocinio de conferencias como el San Francisco Sex Worker Film and Arts Festiva.

### Red de educación de prostitutas
BAYSWAN patrocina la Red de educación para prostitutas (PENet), un sitio web educativo sobre los derechos y problemas de las trabajadoras sexuales. PENet proporciona acceso en línea a estudios y documentos de fuentes estadounidenses e internacionales y, como se describe en The Harvey Milk Institute Guide to Lesbian, Gay, Bisexual, Transgender, and Queer Internet Research, presenta "información y recursos para el sexo trabajadores, activistas, educadores y estudiantes sobre temas como la despenalización, los derechos humanos, la violencia, la pornografía, el arte, la salud y las tendencias actuales en la legislación y la política social en los Estados Unidos y a nivel internacional. También incluye una sección sobre recursos para estudiantes que estudian trabajo sexual y una lista de videos con fines educativos". Según BAYSWAN, PENet recopila información de estudios que se remontan a la década de 1980 y trabaja para representar con precisión las tendencias actuales en la prostitución y ayudar a influir en los problemas de derechos humanos que afectan a las prostitutas, incluida la trata de personas y la explotación contra mujeres y menores.

### Festival de Arte y Cine de Trabajadoras Sexuales de San Francisco
A partir de 1999, BAYSWAN ha sido patrocinador y organizador del Festival de Arte y Cine de Trabajadoras Sexuales de San Francisco en varios lugares, con actividades que incluyen la presentación de películas por y sobre trabajadoras sexuales, actuaciones en vivo por artistas trabajadoras, bazares de juguetes sexuales de cuero y látex, talleres y paneles relacionados con el sexo, y un año incluso un tutorial patrocinado por el sex shop Good Vibrations titulado "Cómo hacer tu propia película porno".

### Lusty Lady

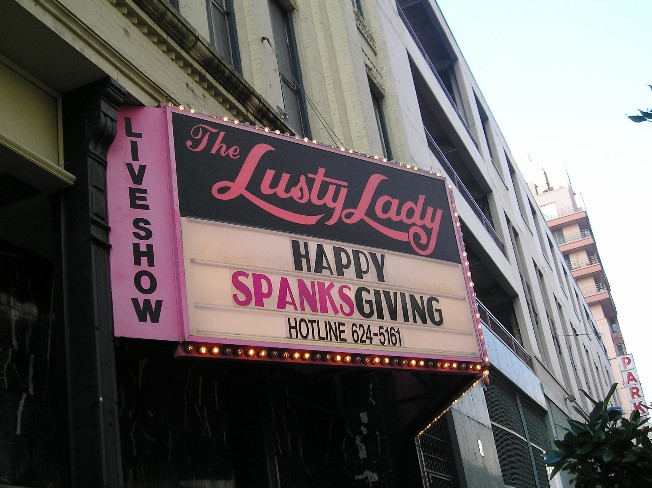
Fachada del Lusty Lady, en San Francisco (California).

En 1996 y 1997, BAYSWAN brindó apoyo a las trabajadoras del Lusty Lady Theatre, un peep show en San Francisco, en su esfuerzo por persuadir a la gerencia del club para que quitara los espejos unidireccionales en las cabinas de los clientes que permitían a los clientes fotografiar clandestinamente y lograr cintas de video de las bailarines, cuyo producto temían que comenzara a aparecer en Internet o en videos piratas sin permiso o compensación de los bailarines. BAYSWAN proporcionó apoyo en el sitio web para los esfuerzos de Exotic Dancers Alliance, que participó en el esfuerzo de sindicalización de Lusty Lady; el sitio web, a su vez, ayudó a obtener el apoyo del público para las trabajadoras, así como las consultas de otras bailarinas exóticas y trabajadoras sexuales de todo el país. El grupo finalmente se acercó al Local 790 del Sindicato Internacional de Empleados de Servicio, y en abril de 1997 los empleados de Lusty Lady votaron por sindicalizarse, formando el Sindicato de Bailarines Exóticos (EDU), la primera organización de trabajadoras sexuales de su tipo. La unión fue todavía activo en el lugar, que se convirtió en un trabajador de propiedad cooperativa en 2003, hasta su clausura el 2 de septiembre de 2013.

### St. James Infirmary
En 1998, junto con Carol Stuart en COYOTE, tras suceder a Margo St. James, BAYSWAN participó en sentar las bases de la Clínica St. James Infirmary, la primera clínica de seguridad y salud ocupacional del mundo dirigida por trabajadoras sexuales con el apoyo del Departamento de Salud Pública de San Francisco (SFDPH). A una prostituta encarcelada le extrajeron sangre sin su consentimiento y, para evitar una protesta pública, BAYSWAN y COYOTE negociaron un trato con la SFDPH. Al presentar el documento de Priscilla Alexander sobre la salud y seguridad ocupacional de las trabajadoras, llegaron a un acuerdo de que el SFDPH "tendría acceso a información sobre los peligros ocupacionales y el estado de salud de los trabajadores de la industria del sexo, pero solo si esa investigación era desarrollada por y con el aporte de las propias trabajadoras de la industria del sexo". o habría más extracciones de sangre no consentidas en la cárcel; las trabajadoras sexuales tendrían la oportunidad de administrar su propia clínica de salud y seguridad ocupacional". St. James Infirmary es una clínica de salud y seguridad ocupacional para trabajadores sexuales, englobando hombres y mujeres, fue fundada en 1999 por COYOTE como un proyecto conjunto entre Exotic Dancers Alliance (EDA) y los Servicios de Prevención y Control de ETS de la Ciudad y el Condado del Departamento de Salud Pública de San Francisco. Estos socios compartieron filosofías comunes y trabajaron para compartir servicios, recursos y experiencia en beneficio de todas las trabajadoras sexuales". La directora de BAYSWAN, Carol Leigh, llegó a ocupar un puesto en su Junta Asesora.

## Abordaje de los problemas públicos que afectan a las trabajadoras sexuales

### Arrestos en salas de masajes de San Francisco
En 2005, BAYSWAN se dirigió a la fiscal del distrito de San Francisco, Kamala Harris, por no seguir la política de la Junta de Supervisores de San Francisco de 1989, que establecía que San Francisco era una "ciudad refugio", y por ayudar a las fuerzas del orden de California (estatales) y de Estados Unidos (federales), que revictimizaron a las mujeres atrapadas en un ciclo de explotación en una serie de redadas en salones de masaje. En un ensayo de opinión, Leigh señaló los esfuerzos y errores anteriores de la policía, a la vez que educaba sobre cómo etiquetar erróneamente y obligar a las mujeres a declarar que eran prostitutas o extranjeras ilegales. Afirmó: "Antes de creernos el melodrama de la "esclava sexual", deberíamos considerar las complejidades del trabajo sexual, la migración y la trata. Enmarcar el abanico de abusos de la industria del sexo como una preocupación moralista sobre las "esclavas sexuales" oscurece las verdaderas violaciones (y ventajas) de esta industria. Hasta que no empecemos a apoyar los derechos de los trabajadores migrantes y a elaborar políticas que apoyen sus necesidades de trabajo, estaremos atrapados en un atolladero que atrae y luego rescata a "víctimas inocentes".

### Propuesta de legislación federal para gravar a las trabajadoras sexuales
Leigh, cofundadora y directora de BAYSWAN, también autora y artista feminista bisexual, criticó la legislación propuesta en 2006 por el senador republicano por Iowa Chuck Grassley en el Comité Judicial del Senado de Estados Unidos por considerarla miope. Afirmó que "el trabajo forzoso (y) el secuestro deberían estar en el punto de mira, pero esta legislación se centra en el comercio sexual en general" (incluyendo negocios legales como los de acompañantes y los clubes de estriptis).